# Greatest Hits (Jason Donovan-album, 1991)
A Greatest Hits az ausztrál Jason Donovan 1991-ben kiadott első válogatásalbuma.
A válogatás az első Ten Good Reasons és a második PWL album a Between the Lines legnagyobb slágereinek gyűjteménye, viszont hallható a lemezen az eddig nem publikált R.S.V.P. és Happy Together című dalok, valamint egy Elvis Presley feldolgozás az "A Fool Suck as I" címűből dal is. Ebben az időben Donovan a József és a színes szélesvásznú álomkabát című musicalben játszott, melynek betétdala, az Any Dream Will Do mely szintén a válogatásalbum megjelenésekor került boltokba, nem szerepel az albumon. A dal első helyezés volt az angol kislemezlistán.  Ezzel az albummal gyakorlatilag véget is ért Donovan és a Stock Aitken Waterman producer trió közötti közös munka..
Az album az angol lista 9. helyre került, és egy videóklip válogatás is megjelent.

## Az album dalainak listája
LP  Németország PWL Records – 9031-75318-1 
Első oldal
1. "Nothing Can Divide Us" (3:45)
2. "Especially for You" (3:58) (Duett Kylie Minogue-val)
3. "Too Many Broken Hearts" (3:26)
4. "Sealed with a Kiss" (2:30) (Geld / Udell)
5. "Every Day (I Love You More)" (3:24)
6. "When You Come Back to Me" (3:31)

Második oldal
1. "Hang On to Your Love" (3:02)
2. "Another Night" (3:25)
3. "Rhythm of the Rain" (3:08) (Gummoe)
4. "I'm Doing Fine" (2:59)
5. "R.S.V.P." (3:10)
6. "Happy Together" (3:12) (Bonner / Gordon)
7. "A Fool Such as I" (2:16) (Trader)